# Roar of the Dragon Tour
Roar of the Dragon Tour – piętnasta trasa koncertowa grupy muzycznej Aerosmith, obejmująca tylko Japonię; obejmuje 6 koncertów.

## Program koncertów według albumów
- Aerosmith: "Dream On" (6 koncertów), "Mama Kin" (5 koncertów), "On Way Street" (1 koncert)

- Get Your Wings: "Train Kept A Rollin" (6 koncertów), "S.O.S. (Too Bad)" (2 koncerty), "Lord of the Thighs" (1 koncert)

- Toys In the Attic: "Sweet Emotion" (6 koncertów), "Big Ten Inch Records" (2 koncerty), "No More No More" (1 koncert)

- Rocks: "Lick and a Promise" (3 koncerty), "Last Child" (2 koncerty), "Back in the Saddle" (1 koncert)

- Draw the Line: "Draw the Line" (1 koncert)

- Live! Bootleg: "Mother Popcorn" (cover Jamesa Browna) (6 koncertów), "Chip Away the Stone" (1 koncert)

- Night in the Ruts: "Remember (Walking in the Sands)" (1 koncert)

- Done with Mirrors: "Let the Music to the Talking" (5 koncertów)

- Permanent Vacation: "Dude (Looks Like A Lady)" (6 koncertów), "Rag Doll" (5 koncertów)

- Pump: "Janie's Got a Gun" (6 koncertów), "Love in an Elevator"  (6 koncertów), "What It Takes" (1 koncert)

- Get a Grip: "Cryin'" (6 koncertów), "Eat the Rich" (6 koncertów), "Living on the Edge" (6 koncertów)

- Nine Lives: "Falling In Love (is Hard on the Knees)" (6 koncertów), "Full Circle" (2 koncerty)

Inne utwory: "I Don't Want to Miss a Thing" (z filmu Armageddon) (5 koncertów), "Stop Messin' Around" (cover Fleetwood Mac) (6 koncertów), "Red House" (cover The Jimi Hendrix Experience) (3 koncerty), "Heartbreaker" (cover Led Zeppelin) (1 koncert)

## Lista koncertów
- 29 i 31 grudnia 1999 – Osaka, Osaka Dome
- 2 stycznia 2000 – Nagoja, Nagoya Dome
- 4 stycznia 2000 – Fukuoka, Fukuoka Dome
- 6 i 7 stycznia 2000 – Tokio, Tokyo Dome

## Źródła
- www.aerosmithtemple.com